# Il principe Sami
Il principe Sami (Prinz Sami) è un film muto del 1918 diretto da Ernst Lubitsch.

## Produzione
Il film fu prodotto dalla Projektions-AG Union (PAGU).

## Distribuzione
Uscì nelle sale cinematografiche tedesche nel gennaio 1918.